# H. K. Rudolf
H. K. Rudolf war eine Blech-, Metall- und Zinkornamentenfabrik und Bauspenglerei in Pilsen, Böhmen.

## Geschichte

H. K. Rudolf in Pilsen (vor 1900)

Heinrich Karl Rudolf, ein ausgelernter praktischer Klempner, kam im Jahre 1875 aus Prag, seinem Geburtsort, nach Pilsen und übernahm in der Schulgasse eine kleine Klempnerwerkstätte, verbunden mit einem kleinen Verkaufslokal. Wie jeder Anfänger, so hatte auch er mit bedeutenden Schwierigkeiten zu kämpfen, da er in seinem neuen Wirkungsort ein Unbekannter war. Aber durch Fleiß und Ausdauer, durch Arbeit und solide Bedienung gelang es ihm, alle Hindernisse zu überwinden. Von einem regen Unternehmungsgeist beseelt, brachte er seinen Betrieb nach und nach zu einer bedeutenden Größe. Anfangs arbeitete er nur mit einem Gehilfen, aber schon im nächsten Jahr 1876 sah er sich genötigt, weitere Arbeitskräfte aufzunehmen. Auch wurde die erste Maschine, eine Sickenmaschine, mit Handbetrieb angeschafft. Nach einem weiteren Jahr wurden eine Abbieg- und Rundmaschine aufgestellt, da die Erzeugung verschiedener Klempnerwaren, namentlich die der Bauarbeiten, beständig zunahm. Auch das Arbeitspersonal musste entsprechend vergrößert werden, so dass die bisherige kleine Werkstätte nicht mehr ausreichte und um ein Arbeitslokal in demselben Haus erweitert wurde.
Eine günstige Gelegenheit zur Entfaltung des neuen Unternehmens bot der Übergang von dem alten zum neuen, metrischen Maße, welches ausgiebig benützt wurde. Außerdem wurde auch die Umarbeitung der alten Gasmesser auf das Maß und die Herstellung von neuen Gasmessern begonnen. Für den stetig zunehmenden Betrieb konnte die erweiterte Werkstätte in der Schulgasse nicht mehr ausreichen. Deswegen wurde eine solche in der Kolargasse dazu gemietet. Einige Zeit hindurch wurde in den beiden Werkstätten gleichzeitig gearbeitet. Die mit der örtlichen Trennung verbundenen Schwierigkeiten veranlassten jedoch bald die Verlegung der beiden Werkstätten in neu gemietete, geräumigere Lokalitäten am Königsquai, woselbst circa 1,5 Jahre hindurch gearbeitet wurde.
Um den aus dem abermaligen Mangel geeigneter Arbeitsstätten entstehenden Übelständen endgültig abzuhelfen, entschloss sich der Inhaber, eigene Lokalitäten einzurichten, und kaufte zu diesem Zweck im Jahre 1881 die Häuser Nr. 73 und 9, Ecke Ferdinandstraße und Jungmannstraße an. Es wurde sofort mit der Adaptierung angefangen. An der Ecke der beiden genannten Straßen erstand eine elegante Verkaufshalle. Die Hofgebäude wurden rekonstruiert und als Werkstätten eingerichtet. Das stetige Aufblühen des Betriebes, in welchem im Jahre 1883 eine eigene Tischlerei und 1885 eine eigene Schlosserwerkstätte errichtet worden war, hatte zur Folge, dass 1887 für die Magazine und für die Werkstätten ein neuer Hofflügel zugebaut werden musste, so dass die ganze Betriebsanlage die Fläche von 1200 m² einnahm.
Im Jahre 1888 wurden an die Firma H. K. Rudolf große Ornamental- und Figuralarbeiten bei der Herstellung des neuen Gebäudes der Sparcasse der königlichen Stadt Pilsen vergeben. Im darauffolgenden Jahr beteiligte sich die Firma an dem Bau an der Installation der Wasserleitung für die Stadt Pilsen, wobei speziell mit Installationsarbeiten über 80 Arbeitskräfte beschäftigt waren. Um die Tischler-, Schlosser- und Schmiedewerkstätten vergrößern zu können, wurde die Werkstätte für Ornamental- und Figuralarbeiten in das benachbarte, zu diesem Zwecke erworbene und adaptierte Gebäude verlegt.
Im Jahre 1891 wurden mehrere Blech-, Eisen- und Holzbearbeitungsmaschinen angeschafft und zum Betrieb ein Dampfmotor aufgestellt. Zwei Jahre später wurde eine eigene Lackiererwerkstätte mit Trockenanlage neuesten Systems errichtet, und im Jahre 1898 wurde für die Klempnerwerkstätten ein großer Saal mit Galerien aus Eisenkonstruktion erbaut. Das ganze Etablissement war modern und zweckdienlich eingerichtet. In der Tischlerei war auf sieben, in der Schlosser-, Schmiede- und Installierungswerkstätte auf 12, in den Klempnerwerkstätte auf 24 Maschinen gearbeitet, von denen die meisten mittelst einer Dampfmaschine von 10 PS betrieben wurden. An Arbeitskräften waren in dem Betrieb um 1900 circa 140 beschäftigt.
Auch das ursprüngliche Verkaufslokal wurde im Jahre 1895 nach 20-jährigem Bestand in der Schulgasse in das eigene Haus in der Zeughausgasse verlegt und dort derart eingerichtet, dass es um die Jahrhundertwende eine der größten Verkaufslokalitäten in Pilsen wurde.
Die Erzeugnisse der Firma H. K. Rudolf, namentlich ihre Eiskästen, Eisenmöbel, Waschmaschinen, Küchen- und Badezimmereinrichtungen usw. erfreuten sich nicht nur in ganz Österreich-Ungarn einer großen Beliebtheit, sondern konkurrierten auch mit Erfolg mit ausländischen Fabrikaten. Von den Bauklempnerarbeiten waren hauptsächlich verschiedene Ornamental- und Figurenarbeiten hervorzuheben, deren geschmackvolle und solide Ausführung der Firma einen guten Ruf verschafft hatte. Eine besondere Erwähnung verdiente die aus starkem Kupferblech getriebene Statuengruppe "Mercur", mit 4,80 Meter Höhe und 680 Kilogramm Gewicht, welche 1898 ausgeführt wurde und auf dem Fodermayer'schen Haus, Ecke der Schul- und Reichsgasse in Pilsen, aufgestellt war. Das Unternehmen hatte nennenswerte Leistungen im Fach der Beleuchtungs- und Signalisierungsgegenstände für Bahnen zu verzeichnen: die Solidität ihrer Erzeugnisse veranlasste die k.k. österreichische Staatsbahnen, H. K. Rudolf als ständigen Lieferanten zu wählen. Auch in der Installation von Wasserleitungen und in ähnlichen in diesem Gebiet einschlagenden Arbeiten hatte die Firma den besten Ruf. Außer den bei der Installation der städtischen Wasserleitung in Pilsen geleisteten Arbeiten war besonders die von der dieser Firma installierte große Wasserleitung der Genossenschaftsbrauerei in Pilsen, die städtische Wasserleitung in Strakonitz, in Tetín usw. zu erwähnen.
Das Unternehmen beteiligte sich auf mehreren Ausstellungen und wurde für die Erzeugnisse mit den ersten Preisen ausgezeichnet. Heinrich Karl Rudolf wurde auch zum k.u.k. Hoflieferanten ernannt.